# عبد الرحمن الكيالي
عبد الرحمن الكيالي (1887 - 13 سبتمبر 1969)، هو طبيب وسياسي وكاتب عربي .

## سيرة
ولد في حلب عام 1887 وترعرع في كنف عائلة عرفت بالعناية بشؤون العلم والدين، ورعاية مصالح الناس. تلقى قواعد اللغة العربية وختم القرآن الكريم وتعلم تجويده في مدرسة الأشرفية للشيخ محمد العريف، ثم أنهى دراسته الابتدائية في المدرسة العصروية الرسمية. ومن بعدها المدرسة القرناصية، منهيًا دراسته الثانوية في المدرسة السلطانية بحلب. انتقل في 1905 إلى بيروت، حيث دخل الكلية السورية الإنجيلية (الجامعة الأميركية فيما بعد)، ودرس بها الطب وتخرج منها في عام 1914.
اثر اندلاع الحرب العالمية الأولى، التحق بخدمة الجيش العثماني طبيبًا مشرفًا على الشؤون الصحية للقطعة العسكرية المرابطة في مدينة (الحمراء) وتولى معها طبابة مستشفى حماة طيلة مدة الحرب الواقعة ما بين سني 1914 – 1918.
ولما وضعت الحرب أوزارها. عاد إلى مسقط رأسه في مدينة حلب الشهباء، فعين رئيسا لأطباء المستشفى الوطني، كما انتخب نائبا عن حلب في المؤتمر الوطني المنعقد في عام 1920 في عهد الملك فيصل بن الحسين الذي لم يدم طويلا وانتهى بدخول الجيش الفرنسي إلى دمشق واحتلال باقي اجزاء سورية بعد معركة ميسلون الشهيرة التي خاضها الجيش العربي السوري ببطولة نادرة وشجاعة بطولية لم تفلح أمام مدافع الجيش الاستعماري وآلته الحربية الحديثة.

## المقاومة
ولما قررت عصبة الأمم فرض الانتداب الفرنسي على سورية ولبنان التحق بحركة المقاومة الوطنية ضد السلطات المنتدبة واشترك مع اخوانه الزعيم إبراهيم هنانو وهاشم الأتاسي وسعد الله الجابري وشكري القوتلي وفارس الخوري في تأسيس الكتلة الوطنية التي قادت طوال ربع قرن حركة النضال الوطني ضد الانتداب حتى تحقق جلاء القوات الأجنبية عن سورية ولبنان عام 1946.
وقد انتخب في عام 1928 نائبا عن حلب في المجلس التأسيسي الذي فاز فبه رجال الكتلة الوطنية وحصلوا على اكثرية المقاعد في مواجهة مرشحي السلطة المنتدبة وتمكنوا من وضع أول دستور للجمهورية السورية. بيد أن السلطة المنتدبة لم ترض بهذه النتيجة، فقامت بحل المجلس التأسيسي وتعليق احكام الدستور.
ومن هنا فقد عاد مع اخوانه الوطنيين إلى متابعة النضال ضد الانتداب الفرنسي، فانتشرت حركة المقاومة الوطنية وعمت المظاهرات الصاخبة ارجاء البلاد كافة، وأُعلن الإضراب العام لمدة ستين يوما، فاضطرت السلطة المنتدبة إلى التفاوض، وتم توقيع المعاهدة مع الحكومة الفرنسية في عام 1936. ولما جرى انتخاب الرئيس هاشم الأتاسي رئيسا للجمهورية السورية وشكلت أول وزارة دستورية برئاسة السيد جميل مردم، تولى الدكتور عبد الرحمن الكيالي مهام وزارتي العدل والمعارف، فقام بحركة واسعة لإصلاح القضاء السوري المستقل وتحرير النظام التعليمي من شوائب الحكم الفرنسي، وبادر إلى ايفاد البعثات الطلابية لتلقى الدراسات الجامعية في الخارج، فعاد الموفدون ليشكلوا النواة الأساسية للنهضة التربوية في البلاد.
ولكن الهدنة لم تطل بين السلطة المنتدبة والحكم الوطني، إذ عاد الفرنسيون بعد اندلاع الحرب العالمية الثانية في عام 1939 إلى ابعاد الوطنيين عن حكم البلاد وتعيين انصارهم بدلا عنهم. وفي عام 1943، بعد هزيمة فرنسا العسكرية في أوروبا ودخول جيوش الحلفاء إلى سورية ولبنان واعلان استقلالهما، اجريت الانتخابات النيابية فجدِّد انتخابه نائبا عن حلب في المجلس النيابي، ثم اختير لتولي وزارات العدل والأوقاف والأشغال العامة وظل وزيراً في الوزارات الوطنية المتعاقبة على الحكم حتى عام 1946، حيث استقال من الوزارة وعاد إلى ممارسة مهنة الطب في بلده.
وبعد جلاء القوات الأجنبية عن الأراضي السورية في عام 1945، انفرط عقد الكتلة الوطنية التي كانت تضم مختلف عناصر المقاومة الوطنية للحكم الفرنسي، ورأى رجال السياسة لزوماً لتعددية الأحزاب في البلاد، فنشأ حزبان سياسيان رئيسيان: أولهما الحزب الوطني الذي قام بتأسيسه فريق من رجال الكتلة الوطنية السابقين، وكان يمثل حزب الأكثرية ويتولى شؤون الحكم في سورية، وثانيهما حزب الشعب الذي قام بتأسيسه السيدان رشدي كيخيا وناظم القدسي، وكان يمثل المعارضة في المجلس النيابي.
وقد تولى عبد الرحمن الكيالي رئاسة الحزب الوطني في أوائل الخمسينات وظل محتفظاً برئاسته للحزب إلى أن تمَّ إلغاء الأحزاب السياسية في سورية بقرار من الرئيس جمال عبد الناصر في عهد الوحدة بين مصر وسورية. وقد انتخب رئيسا لجمعية العاديّـات بحلب كما كان عضوا في المجمع العلمي العربي بدمشق.

## مؤلفات
وقد ترك عدة مؤلفات قيمة، منها كتاب (رد الكتلة الوطنية على بيانات المفوض السامي الفرنسي امام عصبة الامم) وهو يتضمن نقداً موضوعياً لسياسة الانتداب الفرنسي في سورية ولبنان، وكتاب (المراحل) الذي صدرت منه خمسة أجزاء تحتوي على تسجيل للوقائع والأحداث السياسية في تاريخ سورية الحديث ما بين سني 1918-1939، بالإضافة إلى أجزاء غير مطبوعة تتعلق بالفترة الواقعة ما بين سني 1939-1958، وله رسالة عن (الإمام جعفر الصادق) ودراسة عن شريعة حمورابي، وكتاب (الجهاد السياسي) الذي يستعرض فيه آراءه السياسية خلال فترة النضال الوطني في سورية، وله كتاب (أضواء وآراء) الذي صدر في جزئين ويتضمن خلاصة عن فكره السياسي وآراءه الشخصية في قضايا المجتمع العربي.
وقد كان شغوفاً بالمطالعة والتأليف واقتناء الكتب والمؤلفات في شتى العلوم والآداب، حتى اشتهرت مكتبته الخاصة بما تحويه من موسوعات علمية، ومؤلفات فلسفية وسياسية وأدبية، وكتب قيمة في مختلف المواضيع الفكرية.[بحاجة لمصدر]

## وفاته
تُوفي في صباح يوم الجمعة الواقع في 13 ايلول من عام 1969. وقد جرى تشييع جثمانه الطاهر في احتفال شعبي مهيب ونقلت رفاته إلى جانب أضرحة أجداده من آل الكيالي في مقبرة الصالحين بحلب.